# Lilium Jet
O Lilium Jet é um protótipo alemão de um eVTOL (Aeronave de Decolagem e Aterrissagem Vertical Elétrica) para transporte urbano e interurbano, desenvolvido pela empresa Lilium GmbH. Uma versão de sete lugares está planejada.